# Ифимедея
Ифиме́дея (Ифимедия, Ифимеда, др.-греч. Ἰφιμήδεια) — персонаж древнегреческой мифологии. Первоначально божество из Пилоса i-pe-me-de-ja.
Дочь Триопа, жена Алоея (либо дочь Посейдона). Влюбилась в Посейдона, зачерпывала руками морские воды и лила к себе на грудь. Родила от Посейдона сыновей Ота и Эфиальта (Алоадов). Либо Посейдон принял облик Энипея и овладел ею.
Похищена фракийскими разбойниками и увезена на Наксос, отдана в жены одному из предводителей фракийцев. Позже освобождена сыновьями. Ей воздаются почести карийцами в Миласах. Изображена в Аиде на картине Полигнота в Дельфах.